# Paratriarius aratriarius
Paratriarius aratriarius es una especie de insecto coleóptero de la familia Chrysomelidae.
Fue descrita científicamente en 1967 por Smith & Lawrence.